# Николај Спињов
Николај Николајевич Спињов (рус. Николай Николаевич Спинёв; Ростов на Дону, СССР 30. мај 1974) је руски веслач, олимпијски победник 2004. у дисциплини четверац скул. Члан репрезентације Русије је од 1994. 
Поред њега у победничком четверцу су били и Игор Кравцов, Алексеј Свирин и Сергеј Федоровцев. После освајања златне олимпијске медаље 2004. сви су добили звање Заслужног мајстора спорта Русије.
На олимпијским играма учествовао је још два пута 1996. у Атланти и 2008. у Пекингу, где је у дисциплини четверац скул освајао 8. и 7. место.